# Revue des sciences humaines
 (octobre 2017).
Si vous disposez d'ouvrages ou d'articles de référence ou si vous connaissez des sites web de qualité traitant du thème abordé ici, merci de compléter l'article en donnant les références utiles à sa vérifiabilité et en les liant à la section « Notes et références ».
Ne doit pas être confondu avec Sciences humaines (magazine).
La Revue des sciences humaines est l'une des plus anciennes et des plus importantes revues scientifiques consacrées à la littérature. 
Dirigée depuis 2001 par le théoricien de la littérature Dominique Viart, elle fait paraître quatre numéros par an.

## Histoire
Fondée en 1927 par l'historien de la philosophie Émile Bréhier, membre de l’Institut, sous l’intitulé Revue d’histoire de la philosophie, elle est devenue Revue d’histoire de la philosophie et d’histoire générale de la civilisation en 1933 sous l’impulsion de René Jasinski, professeur à l’université de Lille puis à la Sorbonne et à l'université Harvard.
Préfigurant l'important développement des sciences humaines dans l'approche de la littérature et le mouvement de la « nouvelle critique », la Revue des sciences humaines prend son titre actuel le 1er janvier 1947.
Elle contribue alors fortement au renouvellement des travaux de critique et de recherche littéraires, introduit le structuralisme dans l'étude des textes tout en demeurant également attentive à des méthodes plus traditionnelles. Elle privilégie néanmoins la sociocritique et la poétique des textes, les approches thématiques de Jean-Pierre Richard, la narratologie et s'ouvre aux lectures psychanalytiques (Jean Bellemin-Noël).
À partir de 1980 elle est dirigée par la première génération de l'École de critique lilloise : Jean Decottignies (de 1980 à 1995) et Philippe Bonnefis (1980-2001). Sous l'impulsion d'Alain Buisine (co-directeur de 1995 à 2009) et de Gérard Farasse (codirecteur de 1999 à 2014), elle s'ouvre à la littérature contemporaine, dont les corpus ont été introduits dans le monde universitaire français par Dominique Viart, qui succède en 2001 à Philippe Bonnefis.

## Politique éditoriale
Imprimée et publiée à l'université de Lille, la Revue des sciences humaines est une structure indépendante. Elle est distribuée par les Presses universitaires du Septentrion.
La revue ne publie pas d'articles isolés mais organise chacun de ses numéros comme un dossier, consacré à un écrivain ou à une question transversale. Toutes les formes d'approche critique y sont bienvenues, mais la revue est aussi attentive à la qualité d'écriture des textes. Sous la direction de Gérard Farasse et de Dominique Viart, elle s'est ouverte à des contributions d'écrivains et d'artistes. Fidèle à l'intitulé de la revue, son actuel directeur l'a en outre réorientée sur les relations littérature-sciences humaines en publiant de nombreux numéros qui articulent la réflexion littéraire aux questions historiques, sociologiques, anthropologiques et au dialogue avec les arts (photographie, musique...). L'historien du Collège de France Patrick Boucheron et le critique d'art Jean-Max Colard ont rejoint le comité éditorial.